# Rave The Planet Parade
Die Rave The Planet Parade ist eine Technoparade sowie eine Tanz- und Musikdemonstration für die elektronische Musikkultur, die 2022 das erste Mal in Berlin stattfand. Sie soll die Tradition der Loveparade fortführen und wird von der gemeinnützigen Organisation rave the planet gGmbH veranstaltet, die von Techno-DJ Dr. Motte, dem Initiator und Mitgründer der Loveparade, gemeinsam mit seiner Frau Ellen Dosch-Roeingh und weiteren Techno-Enthusiasten und Kulturschaffenden ins Leben gerufen wurde.
Die Parade findet jedes Jahr im Sommer statt und hat das Ziel, die elektronische Musik- und Clubkultur als eigenständige und schützenswerte Kulturform gesellschaftlich und politisch sichtbar zu machen und zu erhalten. Sie vereint Elemente einer politischen Demonstration und eines Musikfestivals bzw. einer kulturellen Veranstaltung.

## Geschichte
Die Idee zur Rave The Planet Parade entstand 2019 durch Dr. Motte gemeinsam mit weiteren Enthusiasten der elektronischen Musik. Sie wollten den Geist der Loveparade wieder auf die Straßen Berlins bringen und dabei zugleich aktuelle Themen und Herausforderungen der elektronischen Musikszene öffentlich machen.
Die erste Rave The Planet Parade fand am 9. Juli 2022 statt, nachdem die Loveparade nach dem Unglück in Duisburg im Jahr 2010 eingestellt worden war.

## Format und Grundwerte

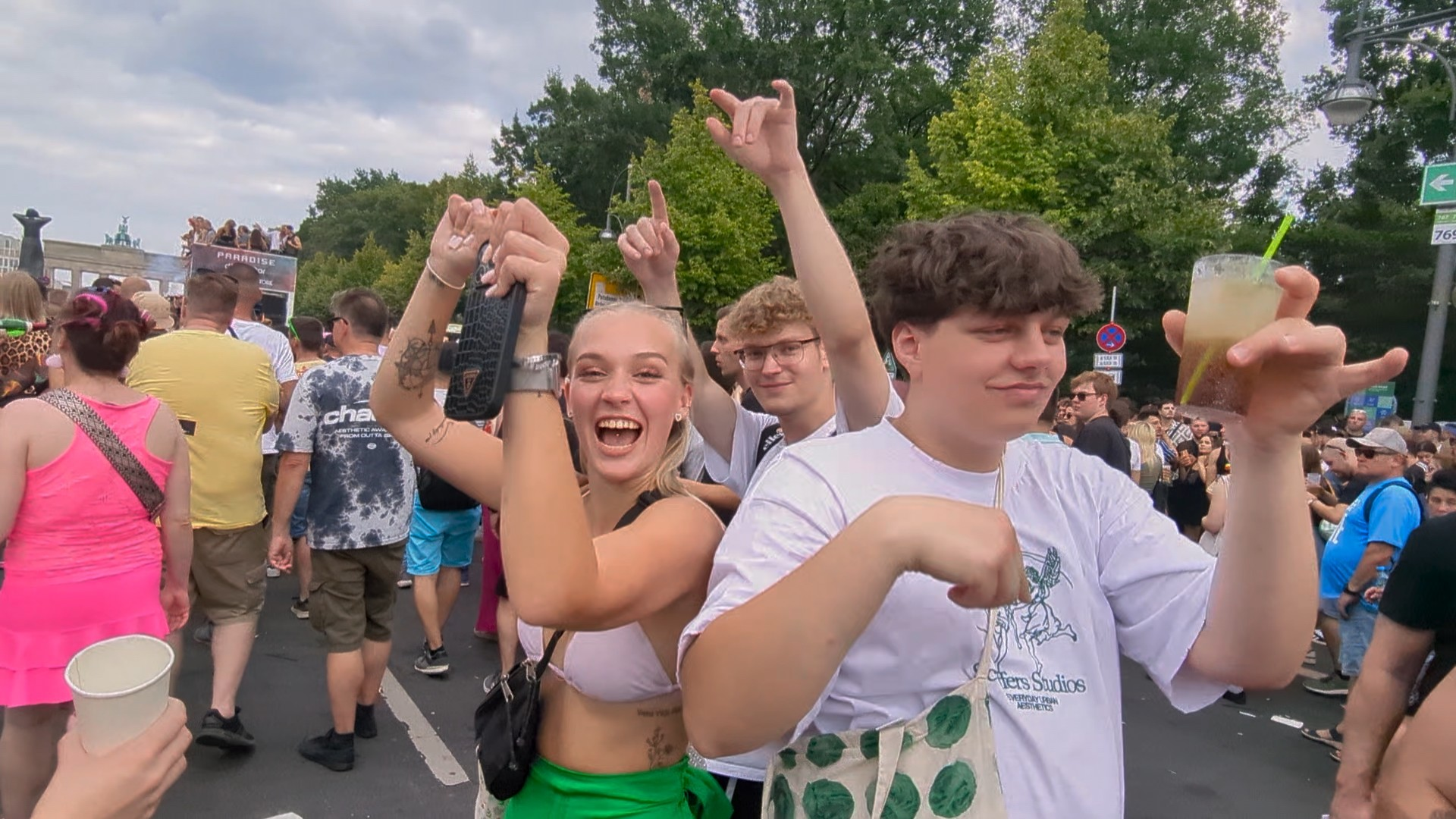
Teilnehmer, 2024

Rave The Planet ist sowohl eine Demonstration als auch eine Parade, die Musik, Kunst, Kultur und politischen Aktivismus miteinander verbindet. Dabei versteht sich die Versammlung selbst als Tanz- und Musikdemonstration, eine Sonderform der politischen Meinungskundgebung. Sie basiert auf verschiedenen Grundwerten:
1. Förderung von Frieden und gesellschaftlichen Zusammenhalt
2. Forderung nach Anerkennung der elektronischen Musikkultur
3. Förderung von Nachhaltigkeit und Umweltbewusstsein
4. Förderung von Inklusion und Diversität
5. Wahrung einer nicht-kommerziellen Ausrichtung (Gemeinnützigkeit)[3]

Die Parade besteht aus zahlreichen Wagen, sogenannten „Floats“ (engl. für Festzugswagen) mit DJs und Soundsystemen, die verschiedene Kulturschaffende, wie z. B. Clubs, Labels und Kollektive aus Berlin und anderen Regionen vertreten. Die Teilnehmer tanzen dabei durch die Straßen Berlins. 2022 begann die Route am Kurfürstendamm und endete auf der Straße des 17. Juni im Großen Tiergarten. Seit 2023 findet sie ausschließlich auf der Straße des 17. Juni statt. Eine Auflage der Berliner Sicherheitsbehörden aufgrund der großen Teilnehmerzahl.

## Kulturelle und politische Bedeutung
Die Rave The Planet Parade versteht sich ausdrücklich als kulturpolitische Demonstration und nicht als Festival. Sie tritt für Frieden und den Erhalt der elektronischen Musik- und Clubkultur sowie die Anerkennung ihrer kulturellen und gesellschaftlichen Leistungen ein.
Auf der Versammlung werden verschiedene politische Forderungen ausgesprochen, darunter die Gleichstellung der elektronischen Musikkultur mit anderen etablierten Kulturformen, die Anerkennung nonverbaler Tanz- und Musikdemonstrationen, die Abschaffung aller gesetzlichen Tanzverbote, das bedingungslose Grundeinkommen, der Klimawandel sowie Inklusion, Diversität und queeres Leben.

### UNESCO-Kampagne
Die bedeutendste Errungenschaft der rave the planet gGmbH war die Kampagne für die Anerkennung der Technokultur in Berlin als Immaterielles Kulturerbe durch die Deutsche UNESCO-Kommission und deren Aufnahme in das bundesweite Verzeichnis des Immateriellen Kulturerbes. Dies erfolgte 2024. Die Anerkennung festigt den Beitrag der Technokultur zur kulturellen Identität Deutschlands und würdigt ihren Einfluss auf die Stadt Berlin seit den späten 1980er-Jahren.
Die Anerkennung stellt einen wichtigen Meilenstein für die elektronische Musikkultur dar. Sie würdigt die Lebendigkeit der Berliner Technoszene und erkennt auch ihre weltweite Bedeutung und ihren anhaltenden Einfluss an. Dabei werden auch die vielfältigen Wurzeln der Technokultur gewürdigt, wie etwa die musikalischen Ursprünge in Detroit und Chicago sowie ihre Einflüsse aus queeren Szenen, wie etwa in New York. Die Anerkennung soll dazu beitragen, dass die elektronische Musik- und Clubkultur als Kulturform breite Anerkennung findet, die Schutz und Unterstützung verdient.

## Parade-Hymnen
Wie es schon bei der Loveparade Tradition war, hat auch die Rave The Planet Parade jedes Jahr eine offizielle Hymne, mit der das jährlich wechselnde Motto musikalisch unterstützt werden soll:
| Jahr | Künstler                        | Titel               |
| ---- | ------------------------------- | ------------------- |
| 2022 | A*S*Y*S & Kai Tracid            | Rave The Planet     |
| 2023 | Dr. Motte & Jam El Mar          | Music Is The Answer |
| 2024 | Dr. Motte, Westbam/ML & Tom Wax | Love Is Stronger    |
| 2025 | Dr. Motte & Marc van Linden     | Our Future Is Now   |

## Bisherige Rave The Planet Paraden
| Jahr | Ort    | Motto               | Teilnehmer                                                    |
| ---- | ------ | ------------------- | ------------------------------------------------------------- |
| 2022 | Berlin | Together Again      | 200.000 (Polizei), 300.000 (Veranstalter)                     |
| 2023 | Berlin | Music is the Answer | 200.000 (Polizei), 300.000 (Veranstalter)                     |
| 2024 | Berlin | Love is Stronger    | 100.000–300.000, 380.000 über den gesamten Tag (Veranstalter) |
| 2025 | Berlin | Our Future Is Now   | 100.000 (Polizei), 200.000 (Veranstalter)                     |

Anmerkungen
1. ↑  Bei den Zahlen handelt es sich bei „Polizei“ um Schätzungen durch die Polizei, bei „Veranstalter“ um Schätzungen durch die Veranstalter, die durch Marketinginteressen übertrieben sein können.

## Unterschiede zur Loveparade
Die Rave The Planet Parade ist von der Berliner Loveparade inspiriert und setzt deren Tradition fort, bringt jedoch in einigen wichtigen Aspekten neue Akzente – besonders im Vergleich zu den großen Loveparades der Nullerjahre:
1. Rechtlicher Status: Die Rave The Planet Parade ist als Demonstration angemeldet, so wie auch die Loveparade bis zum Jahr 2001.[19] Letztere verlor jedoch ihren Status als Demonstration, da sie aufgrund einer vermeintlich überwiegend kommerziellen Ausrichtung und einem aus Sicht der Behörden unzureichendem Gesamtgepräge nicht mehr als solche anerkannt wurde. Die damalige Entscheidung wurde allerdings nicht in einem Hauptsacheverfahren getroffen, sondern lediglich in einem Eilverfahren über die Anträge im Wege der einstweiligen Anordnung.[20]
2. Umweltfokus: Obwohl auch die Berliner Loveparade große Anstrengungen unternahm, den Umweltschutz zu verbessern – wie beispielsweise die umfangreiche Aufräumaktion in den darauffolgenden Tagen – legt die Rave The Planet Parade einen noch stärkeren Fokus auf Nachhaltigkeit und Gemeinschaft. Besonders hervorzuheben ist, dass diese Aufräumaktionen bei Rave The Planet, der sogenannte „Clean-Up Day“, gemeinnützig organisiert werden, ausschließlich mit Unterstützung von Freiwilligen und öffentlich groß kommuniziert werden. Sowohl die Szene als auch die breite Öffentlichkeit werden aktiv eingeladen, sich daran zu beteiligen.[21]
3. Bewahrung der Kultur: Die Versammlung legt einen klareren Schwerpunkt auf die Erhaltung und Förderung der elektronischen Musikkultur.
4. Skalierung: Im Vergleich zur Loveparade, die zu Beginn mit etwa 150 Teilnehmern startete, erlebte die Rave The Planet Parade einen bemerkenswerten Auftakt, mit rund 200.000 Teilnehmern im Jahr 2022. Dabei wird das exponentielle Wachstum der Loveparade bewusst nicht angestrebt. Vielmehr liegt der Fokus auf der Wahrung des ursprünglichen Zwecks der Parade sowie auf der Förderung aktiver Teilhabe und gemeinschaftlicher Werte.

## Zukunftsperspektive
Die Rave The Planet Parade soll als jährliche Kulturdemonstration in Berlin fortgesetzt werden und gleichzeitig ihre kulturellen und politischen Initiativen ausweiten. Die gemeinnützige Organisation arbeitet an ganzjährigen Projekten, um die elektronische Musikgemeinschaft zu unterstützen und ihre Ziele für kulturelle Anerkennung und Erhaltung voranzutreiben.